# Summarische Risikoprüfung
Die Summarische Risikoprüfung (SRP) ist ein systematisches, vorlagengestütztes (weitgehend standardisiertes und digital vorbereitetes), interaktives Prüfungsnetz und wird in der steuerlichen Betriebsprüfung zur Risikoabschätzung und strategischen Ausrichtung, zur einzelfallbezogenen Prüffeldselektion sowie zur Aufdeckung von Manipulationen eingesetzt. In fast allen Bundesländern, der Bundesbetriebsprüfung, Teilen des Zolls und der niederländischen Finanzverwaltung wird u. a. das SRP-Konzept mit seinen Schwerpunkten „Methodenverständnis inkl. -validierung“ und „systematische Vernetzung diverser Prüfungsansätze für aussagekräftige Entscheidungsgrundlagen“ als Einstieg in die komplexe digitale Prüfungstechnik genutzt (z. T. unter dem Namen „Visualisierung“); so haben auch erste Erfahrungen mit den zunehmend verbreiteten B(usiness-)I(ntelligence)-Programmen gezeigt, dass auf Basis der SRP ein besseres Verständnis der Arbeitsweise zu beobachten ist.
Mit der SRP können insbesondere umfangreiche Besteuerungsdaten untersucht werden; dies betrifft auch die Konzernbetriebsprüfung/Verrechnungspreisprüfung sowie die „Tax Compliance Management Systeme“ der Wirtschaftsprüfung. Grundsätzlich dient die SRP der steuerlichen Betriebsprüfung für die schnelle Einschätzung der Notwendigkeit einer Intensivprüfung von Besteuerungsdaten (Risikomanagement), die Festlegung und Eingrenzung von Prüffeldern und die komplette Beweisführung bei Mängeln im Bereich der vollständigen Erfassung von Einnahmen inklusive einer Zuschätzung basierend auf den vorliegenden Betriebsdaten; aufgrund der inneren (mehrperspektivischen und interaktiven) Ergebnisabsicherung wird ihr eine hohe Aussagesicherheit attestiert.
Insgesamt kann mit der SRP der Prüfungsablauf wesentlich effizienter gestaltet werden. Die Methode setzt auf bewährten, von Gerichten anerkannten Verprobungsmethoden auf und verknüpft diese mit weiteren Analyseansätzen zu einem systematischen Netz.

## Entwicklung
Die SRP ist seit Mitte 2007 vom Betriebsprüfer Andreas Wähnert aus Schleswig-Holstein unter bundesweiter Vernetzung mit Kollegen konzipiert und verbreitet worden. In der Finanzverwaltung Schleswig-Holstein wird das Verfahren seit 2008 geschult und in der Prüfungspraxis angewendet. Außerdem haben unter anderen Andreas Wähnert und Erich Huber (Leiter des Bereichs „Neue Prüfungstechnik“ im österreichischen Bundesministerium für Finanzen) im Jahr 2009 die Arbeitsgruppe „Neue interaktive Prüfungstechnik (NiPt)“ zur Optimierung des Einsatzes von elektronischen Prüfmethoden gegründet.
Die (Weiter-)Entwicklung von Aus- und Fortbildungsformaten, die Aktualisierung der SRP-Vorlagen hinsichtlich weiterer Funktionalitäten und Anforderungen der Finanzrechtsprechung sowie die Vernetzung des methodischen Wissens und der Prüfungserfahrungen werden i. R. von Treffen und über eine Intranet-Plattform zwischen den Dozenten der Bundesländer bzw. Institutionen regelmäßig ausgetauscht.
Jüngst hat der Bundesrechnungshof (BRH) eine bundeseinheitliche Anwendung sog. IT-gestützter quantitativer Prüfungsmethoden gefordert: „Mit der fortschreitenden Digitalisierung steigt das elektronische Datenvolumen in den Unternehmen beträchtlich. Traditionelle Methoden der steuerlichen Betriebsprüfung, beispielsweise Beleg- und Akteneinsicht, verlieren an Effektivität und Effizienz. Nur IT-gestützte quantitative Prüfungsmethoden können auffällige Muster und Beziehungen in großen Datenmengen ersichtlich machen.“ Hintergrund ist, dass „zur Vermeidung der Verfassungswidrigkeit des materiellen Steuergesetzes dieses in ein normatives Umfeld einzubetten [ist], das die tatsächliche Lastengleichheit der Steuerpflichtigen gewährleistet, insbesondere auch durch die Ergänzung des Deklarationsprinzips durch das Verifikationsprinzip“, also die gesetzlichen und die Kontroll- bzw. Prüfungsbedingungen der Besteuerung einen weitgehend gleichmäßigen Vollzug ermöglichen sollen – da die digitale Ordnung, Berechnung (Kalkulationen, Kennzahlen etc.) und Modellanalyse (Zeitreihen-, Musteranalysen usw.) von Besteuerungsdaten um ein Vielfaches schneller und genauer funktioniert als analoge Arbeitsweisen, ist eine zügige und vergleichbare Vermittlung von „Digitalkompetenz“ hierfür eine so grundlegende Voraussetzung, dass der BRH ansonsten die „[g]leichmäßige Besteuerung gefährdet“ sieht.

## Beschreibung

### Betrieb(swirtschaft)liches Profil
Ausgangspunkt einer SRP ist die Aufnahme betrieblicher Bedingungen und Daten des zu prüfenden Unternehmens. Aus diesen werden in Verbindung mit bestehenden Branchenerfahrungen betriebsnahe Erwartungen ermittelt und ein betriebswirtschaftliches Profil erstellt. Das Profil ist die Voraussetzung für eine seriöse Beurteilung von Prüfungsergebnissen.
Im Zusammenhang mit der Erkenntnis der hochgradigen Stabilität wirtschaftlicher Abhängigkeiten in betrieblichen Daten werden aus dem betriebswirtschaftlichen Profil begründete Annahmen über die Höhe und Entwicklung von Größen und Relationen besteuerungsrelevanter Daten getroffen. Außerdem wird festgestellt, welche Einzelmethoden in welchem Umfang bei der Überprüfung des Betriebs eingesetzt werden können.
Wichtige Einflussfaktoren für das betriebswirtschaftliche Profil sind die Nachfragesituation (z. B. regionale Gegebenheiten und Absatzwege) insbesondere für absolute Erfolgsgrößen eines Unternehmens (z. B. Umsatz, Gewinn). Des Weiteren sind operative Zusammenhänge wie außerordentliche Schwankungen im Warenbestand und die Periodizität des Nachkaufs wichtig für prüfungsrelevante Relationen, wie Rohgewinnaufschlagsätze, Produktivitäten und Rentabilitäten.
Auf Basis dieser Informationen kann durch die systematische Analyse der prüfungsrelevanten Besteuerungsdaten eine wesentlich genauere Einschätzung der betrieblichen Situation und Entwicklung getroffen werden als dies durch den reinen Vergleich von Erfolgskennzahlen möglich ist. Auffälligkeiten können aus den Daten herausgefiltert und anschließend auf menschliche Eingriffe (Gestaltungen, Fehler oder Manipulationen) hin untersucht werden. Mit der Analyse können auch einschneidende Veränderungen der Abläufe oder des Umfelds oder Prozessschwächen sowie die gesamte kaufmännische Qualität des Handelns für eine betriebswirtschaftliche Beratung festgestellt werden.
Mit den Vorkenntnissen über die betriebsspezifischen Verhältnisse wie den Marktauftritt des Betriebs und die Prozessabläufe lässt sich die auf die Erstellung des betriebswirtschaftlichen Profils folgende Gesamtbildprüfung der Besteuerungsdaten wesentlich sachgerechter auswerten.

### Systematik
Bei der SRP werden betriebswirtschaftliche Daten und betriebsinterne Entwicklungen mit (internen und volkswirtschaftlichen) Erfahrungen bezogen auf den Erfolgsinhalt und Strukturmerkmale (z. B. Ziffern- oder Werteverteilung) verglichen. Interaktive Korrekturmöglichkeiten (siehe unten) unterstützen dabei die gemeinsame Sachaufklärung von Implausibilitäten. Daraus ergibt sich ein qualifizierter Überblick über die Schlüssigkeit der Besteuerungsgrundlagen mit folgenden Vorteilen für die steuerliche Betriebsprüfung:
- Die Aufdeckungswahrscheinlichkeit von Fehlern oder Steuerhinterziehung nimmt zu, weil eine insgesamt stimmige Manipulation der gesamten betrieblichen Daten nur mit großem Aufwand möglich ist[29][30][31], was zur Qualitätssicherung der Prüfung beiträgt.[32][33]
- Die Sicherheit des Gesamtergebnisses erhöht sich dadurch, dass Schwächen von Einzelmethoden[34] durch eine mehrperspektivische Absicherung weniger ins Gewicht fallen.

Zum Beispiel kann eine auffällige Warenzeitreihe nach Quartalen durch die Darstellung nach Monaten und als gleitende Trendanalyse kontrolliert werden.
Mit Einsatz der SRP erhält die Betriebsprüfung folgende Analysemöglichkeiten, mit denen besteuerungsrelevante Datenbestände gleichzeitig untersucht werden können:
- Blockweise Überprüfung von Untersuchungsgegenständen, beispielsweise Waren- oder Leistungsdurchfluss, in mehreren Perspektiven (Vergleichsperiode und Darstellungsform) auf einen erwartungsmäßigen Zusammenhang.
- Jahrweise Gegenüberstellung von Einzelgrößen auf vergleichbare Entwicklungen.
- Überprüfung von Besteuerungsgrößen, die anfällig für menschliche Eingriffe (Gestaltungen, Fehler und Manipulationen) sind, auf ihre Ziffern- und Werteverteilungen.

Der Ablauf einer SRP beginnt meist mit der Untersuchung von langen Analyseperioden (z. B. quartalsweise Rohgewinnaufschlagssätze), um einen Überblick zu erhalten. So werden eindeutige Trends oder grobe Unstimmigkeiten ausfindig gemacht. Mit zunehmender Prüfungsgenauigkeit werden immer kürzere Analysezeiträume gewählt, um Auffälligkeiten genauer analysieren zu können. Durch die verschiedenen Darstellungsformen (z. B. die Gegenüberstellung der Graphen von Einkauf und Verkauf unter einseitiger Skalierung eines Zeitreihendiagramms für den absoluten Zusammenhang versus doppelseitige für die relative Beziehung etc.) erhält die Betriebsprüfung die Möglichkeit, Darstellungsschwächen von einzelnen Methoden auszugleichen und die Bedeutung einer Auffälligkeit sachgerecht würdigen zu können.
Gleichzeitig dienen Strukturtests der steuerlichen Betriebsprüfung zur schnellen und effektiven Aufdeckung menschlicher Eingriffe von vertraglichen Gestaltungen über Erfassungs- und Schlüsselungsfehler bis zu systematisch-digitalen Manipulationen in Besteuerungsdaten (z. B. Tageskasseneinnahmen). Bei den Strukturtests (Benfordsches Gesetz und Logarithmische Normalverteilung) wird ein konkret definierbares und erheblich höheres Sicherheitsmaß (≥ 99 %) angesetzt als bei der reinen Beurteilung von Erfolgskennzahlen (z. B. Richtsatzvergleich oder Zeitreihenanalyse). Mit Strukturtests gefundene Auffälligkeiten im Datenbestand sind folglich mit einer an Sicherheit grenzenden Wahrscheinlichkeit ein Hinweis auf Manipulation oder können zumindest sonstige betriebliche Besonderheiten aufdecken, die für die Gesamtbetrachtung des zu prüfenden Betriebs relevant sind. Durch eine systematische Eingrenzung homogener Teildatenbestände (z. B. Jahre oder Wochentage) und die Kombination verschiedener Verteilungsbetrachtungen (z. B. Chi-Quadrat-Test für die Gesamt- und Binomialverteilung für die Einzelziffernperspektive) erhöht sich die Aufdeckungswahrscheinlichkeit von Steuerhinterziehungen erheblich. Inwieweit die den Strukturtests zugrunde gelegten Verteilungsideale valide sind, ist Gegenstand von Diskussionen.
Die ständigen Prüfungserfahrungen mit SRP an einer Vielzahl Fälle haben übereinstimmend aufgezeigt, dass bei redundant-mehrperspektivisch (siehe unten) und interaktiv (siehe unten) abgesicherten Unschlüssigkeiten regelmäßig auch gravierende Ordnungsmängel der Aufzeichnungen vorliegen und eingeleitete Fahndungsmaßnahmen Steuerhinterziehungen feststellen. Die ebenfalls vorlagenunterstützte Schätzungsmöglichkeit der SRP (Quantilsschätzung) gründet sich ausschließlich auf den Maßgaben der Finanzrechtsprechung zur Bevorzugung der internen Ermittlung sowie zur Schätzungshöhe (allgemeiner Grundsatz zur Verpflichtung der Finanzbehörden innerhalb eines Schätzungsrahmens an die oberste Grenze zu gehen) und nutzt dafür die gesichertsten (wissenschaftlichen) Erkenntnisse zum Streuverhalten mit den Rang-Wert-Verhältnissen der Normalverteilung.

### Automatisierung
Durch SRP-Vorlagen auf Basis des Programms Microsoft Excel und OpenOffice wird die Erstellung der Prüfungsergebnisse digital deutlich unterstützt. Das hat folgende Vorteile:
- Die einheitliche Ausgangsbasis ermöglicht einen systematischen Ablauf der Prüfung.
- Die Prüfungsgeschwindigkeit erhöht sich deutlich gegenüber einer makrogestützten Abarbeitung von verschiedenen Prüfungsmethoden.
- Die für die Sachverhaltsaufklärung in Massendaten erforderliche Interaktivität kann nachvollziehbar auf Basis der Vorlagen umgesetzt werden.

Zu unterscheiden sind die beiden SRP-Vorlagen „(Leistungs-)BWA“ und „Stochastik“. Die „(Leistungs-)BWA“ dient der systematischen Überprüfung zweier abhängiger Betriebsgrößen wie z. B. des Waren- bzw. Leistungsdurchflusses. Die Vorlage liefert einen Überblick über die Details der wesentlichen Besteuerungsgrundlagen und kann zur Untersuchung von Produktivitäten und weiteren Abhängigkeiten genutzt werden. Außerdem kann mit Hilfe dieser Vorlage die Quantilsschätzung transparent durchgeführt werden. Dies ist insbesondere im Hinblick auf eine tatsächliche Verständigung und der Schätzungsproblematik eine sehr bedeutsame Funktion für die Betriebsprüfung und den Steuerpflichtigen, wenn eine gemeinsame Sachverhaltsaufklärung nicht oder nicht im angemessenen Maße erreicht werden kann.
Die SRP-Vorlage „Stochastik“ gibt unterschiedliche Strukturen (Häufigkeitsverteilungen) der untersuchten Daten wieder. Besteuerungsgrößen werden mit der Vorlage auf ihre natürliche Entstehung hin überprüft und ihre interne Entwicklung verglichen. Praxisrelevante Probleme bei der Überprüfung auf eine natürliche Entstehung (z. B. die Abgrenzung zwischen Gleichverteilung (Chi-Quadrat-Test) und dem Gesetz nach Benford, sowie die von der Datenanzahl abhängige mathematische Auswertbarkeit) sind in der Vorlage berücksichtigt. Außerdem sind Filteroptionen integriert, die eine schnelle Auswahl von Teildatenbeständen und Schnittmengen ermöglichen, um Auffälligkeiten genauer untersuchen zu können.
Die SRP-Vorlagen sind ausschließlich für den Einsatz innerhalb der Finanzverwaltung erstellt worden. Alle Ausdrucke zu den SRP-Auswertungen enthalten allerdings sämtliche zur Reproduktion der Ergebnisse erforderlichen Informationen. Insoweit kann durchaus Einblick in die Arbeit der Finanzverwaltung genommen werden.

### Interaktivität
Im steuerlichen Verfahrensrecht sind nach der Sphärenverantwortung Unschlüssigkeiten einer Gesamtbildsprüfung von Besteuerungsgrundlagen gemeinsam von der Finanzverwaltung und dem Steuerpflichtigen aufzuklären.
Mit der SRP-Vorlage besteht die Möglichkeit, bei unschlüssigen Prüfungsergebnissen, betriebliche Besonderheiten oder sonstige Gründe für Abweichungen einzugrenzen und nachvollziehbar in den Datenbestand einzupflegen. Dies ist möglich durch
- die selektive Veränderung der zeitlichen Zuordnung von untersuchten Massendaten,
- den Ausschluss von verfälschenden Ausreißerdatensätzen,
- die Anpassung der Wertinhalte an (relevante) konjunkturelle Schwankungen.

Durch die sofortige Aktualisierung der Auswertungsergebnisse der SRP-Vorlagen haben der Steuerpflichtige und die Finanzverwaltung die Möglichkeit, unschlüssige Prüfungsergebnisse unter vertretbarem Aufwand zu klären. Somit kann das Ziel der Steuerkontrolle (§ 88 I AO, § 90 AO, § 145 I AO, § 194 I AO, § 2 I BpO und § 7 BpO), die Besteuerungsgrundlagen in angemessener Zeit möglichst wahrheitsgetreu festzustellen, erreicht werden.

## Rechtsprechung
Der BFH hat in einem obiter dictum die Möglichkeiten des Zeitreihenvergleichs sehr kritisch gesehen und von hohen Anforderungen abhängig gemacht. Der entschiedene Sachverhalt betraf die chronologische Fortschreibung des Aufschlagsatzes, der Warenumsatz und -einkauf bzw. -einsatz in einem Wert zusammenfasst (hier: 10-Wochen-„Gleitschlitten“-Zeitreihe mit dem höchsten ermittelten Wert zur Schlüssigkeitsprüfung und Schätzung des Warenflusses speziell für die leicht verderblichen Waren in der Gastronomie). In der SRP kommen dahingehend drei verschiedene Zeitreihenmodelle in systematischer Kombination zur Anwendung, um in kurzer Zeit einen tiefen Einblick in die Daten zu erhalten. Der zentrale Zeitreihentyp „doppelskalierte Gegenüberstellung von größenangepassten Einzelgrafen (für die beiden Vergleichsreihen)“ hat dabei – gegenüber dem verhandelten Modell -
- einen anderen Betrachtungsgegenstand: die Reaktionen der beiden Größen aufeinander (anstatt des Faktors „Aufschlagsatz“) und
- abweichende Eigenschaften: insbesondere eine viel größere Stabilität gegenüber Störeinflüssen.[74][75]

Deshalb sind die Ausführungen des BFH auf die SRP nur begrenzt übertragbar (zur besonderen Art der regelbasierten Zeitreihenanalytik i. R. der SRP s. a.: Finanzgericht Hamburg v. 31. Oktober 2016 – 2 V 202/16, Rz. 48).

### Redundanz
Nicht aufgeklärte oder aufklärbare Unstimmigkeiten oder Auffälligkeiten bei der Überprüfung von Besteuerungsdaten mindern die Glaubwürdigkeit des Steuerpflichtigen. Die Unstimmig- oder Auffälligkeiten haben somit indiziellen Beweiswert. Nach BGH-Rechtsprechung (BGH-Urteil vom 27. April 2010 und BGH-Urteil vom 25. November 1982) hat das Zusammenkommen mehrerer Beweisanzeichen eine größere Überzeugungskraft als die Einzelbetrachtung der Indiztatsachen. Eine gesonderte Erörterung der einzelnen Indizien ist nicht ausreichend. Vielmehr müssen die Indizien in einer Gesamtabwägung betrachtet werden. Es reicht nach BFH, wenn bei bargeldintensiven Betrieben die formellen Fehler in ihrer Gesamtschau gravierend sind. Dann ist § 158 AO widerlegt und die Beweisführung der Finanzbehörde wird generell möglich. Die Rechtsprechung verlangt keinen weiteren Nachweis für den Umfang der Hinterziehung durch konkrete Nachkalkulation etc. Es reicht dann vielmehr die grob vereinfachte, griffweise Schätzung aus.
Diese Rechtsprechung hat eine enorme Bedeutung für die SRP, weil sich in der Prüfungspraxis häufig mehrere multiperspektivisch abgesicherte Unschlüssigkeiten ergeben. Bei manipulierten Datenbeständen ist die Finanzverwaltung durch die SRP-Vorlagen in der Lage innerhalb kurzer Zeit mehrere Indizien (ungeklärte, redundante Auffälligkeiten) aufzudecken, deren Beweiswert nach der BGH-Rechtsprechung höher anzusehen ist als die (Einzel-)Ergebnisse von statistisch mathematischen oder traditionellen Prüfungsmethoden. Es bleibt weiterhin abzuwarten, wie sich die BFH-Rechtsprechung konkret zu statistisch mathematischen Methoden und im Speziellen zu der SRP in Zukunft entwickeln wird.

## Ausblick
Die digitale Erfassung und Dokumentation von Betriebsvorgängen (z. B. Geschäftsvorfälle, Personal-, Kunden-, Prozess- und Bewertungsinformationen) stellt immer größere Anforderungen an interne Kontrollsysteme und externe Prüfungen. Herkömmliche Kennzahlensysteme sind für die Überprüfung der Betriebsvorgänge in vielen Fällen nicht mehr ausreichend. Deshalb muss auch die Finanzverwaltung ihre Datenanalyseprogramme (IDEA und ACL) weiterentwickeln aber auch andere neue Hilfsmittel, wie die SRP-Vorlagen, in die Prüfungspraxis integrieren. Besonders hilfreich ist dabei die wahrnehmungspsychologische Erkenntnis, dass das menschliche Gehirn aus Bildern viel mehr Informationen im Zusammenhang verarbeiten kann als aus Worten und Zahlen, so dass die systematisch-dynamische Visualisierung von Besteuerungsdaten ein enormes Potential für Effektivitäts- und Effizienzsteigerungen bis hin zur Offenlegung illegaler steuerschädlicher Gewinnverschiebungen in Konzernen bietet.
Finanzverwaltungsinterne Schulungen der SRP in verschiedenen Bundesländern und spezifische Reaktionen in der Literatur lassen darauf schließen, dass sich der Einsatz der SRP in der Prüfungspraxis in Zukunft stark erweitern wird.
Von größter Bedeutung für die erfolgreiche Anwendung der SRP in der steuerlichen Betriebsprüfung des Segments „Betriebe mit überwiegend Bareinnahmen“ wird die zukünftige Rechtsprechung des BFH und des BGH zu statistisch-mathematischen Methoden und der SRP sein. Hierbei muss auch der Beweiswert von Mehrfachindizien im Besteuerungs- und Strafverfahren geklärt werden und darüber hinaus die weitere Möglichkeit, die statistischen Analyseergebnisse ggf. als Schätzungsmaßstab zu nutzen.
Grundsätzlich ist die SRP betriebsgrößenunabhängig und auf fast alle Felder der Massendatenprüfung unterschiedlicher Branchen übertragbar. Die SRP ist deshalb auch als Einstieg in die zeit- und ressourcengerechte Massendatenanalyse bei Großbetrieben zu sehen.

## Betriebliche und betriebswirtschaftliche Überlegungen/Konsequenzen
Die SRP-Vorlage kann im Bereich der Prüfung von hinterziehungsauffälligen Einnahmen als eine zeitgemäße Verifikation unternehmerischer Daten verstanden werden, die zeitsparend und weitestgehend standardisiert betrieblich erfasste Daten analysiert. Anders verhält es sich bei einem mit diesen Prüfmethoden (erstmals) konfrontierten Unternehmen. Wurden im Vorfeld weder die komplexen Verknüpfungsmöglichkeiten der im Betrieb genutzten Systeme mit in das Interne Kontrollsystem (IKS) einbezogen noch sich um bestehende „Nachbearbeitungsmöglichkeiten der EDV-Daten“ und den daraus erwachsenden rechtlichen Konsequenzen gekümmert, dann wird im Auseinandersetzungsfall in der Regel viel Zeit für eine Nachbearbeitung und zum Verstehen der standardisierten Ergebnisblätter aus dem SRP benötigt. Dieser Zeitaufwand ist nicht, wie in einer früheren Kritik angeführt, der Prüfmethodik SRP anzulasten.
Aus gesellschaftlicher/unternehmerischer Sicht könnten Standardisierungen, die sowohl die gesetzlichen Vorgaben der digitalen Aufzeichnung als auch auf den neusten technischen Stand angepasste Vereinfachungsregeln berücksichtigen, im beiderseitigen Interesse die Bearbeitungszeiten verkürzen.

## Technische Alternativen
Im Bereich der Kassenführung können technische Maßnahmen Manipulationen verhindern und so die SRP entlasten. In Hamburg und Berlin ist für Taxis beispielsweise INSIKA als kryptografisches Aufzeichnungssystem geschaffen worden. Einige Staaten schreiben für Registrierkassen Fiskalspeicher vor.

### Rechtsquellen/Erlasse
- Steuersenkungsgesetz vom 23. Oktober 2000 (Bundesgesetzblatt Teil I S 1433, Artikel 7 und 8)
- Grundsätze zum Datenzugriff und zur Prüfbarkeit digitaler Unterlagen (GDPdU, BMF-Schreiben vom 16. Juli 2001, Bundessteuerblatt Teil I 2001 S. 415)
- § 158 Abgabenordnung „Beweiskraft der Buchführung“
- Anwendungserlass zu § 158 AO
- BMF-Schreiben „Automationsgestützte quantitative Prüfungsmethoden in der steuerlichen Außenprüfung“ vom 5. September 2023, IV D 3 - S1445/20/10007:006
- Verfahrensrechtskommentierung zur Gesamtbildprüfung (Verprobung), insbesondere Seer in: Tipke/Kruse, AO/FGO, § 158 AO, Dokumentenstand: 171. Lieferung, 7/2022, Rz. 20 f.

### Bücher/Lexika
- SRP-Handbuch [aktualisierte 4./13. (öffentliche/finanzverwaltungsinterne) Auflage vom 29.02.2024], downloadbar vom Landesportal Schleswig-Holstein unter: Schleswig-Holstein/Themen & Aufgaben/Betriebsprüfung (Digital) - Summarische Risikoprüfung.
- Oberfinanzdirektion Nordrhein-Westfalen, in Zusammenarbeit mit der Finanzverwaltung Schleswig-Holstein: Summarische Risikoprüfung (SRP) und Neue Prüfungstechnik (NiPt) – Wichtige Begriffe, juris-Dokumenten-ID bpnw-FMBP00000777 unter dem Pfad Fachinfosystem Bp > Allgemeine Prüfungshinweise > Arbeitspapiere und Leitfäden (das Dokument ist für finanzverwaltungsexterne Nutzer zugänglich).
- Harle, Georg / Olles, Uwe: Die moderne Betriebsprüfung, 3. Auflage Herne 2016, Verlag: NWB, ISBN 978-3-482-64973-8.
- Huber, Erich: Die neue Prüfungstechnik – Mathematische Weiterentwicklungen, 1. Auflage Wien 2009, Verlag: LexisNexis ARD ORAC, ISBN 978-3-7007-4309-5.
- juris Lexikon Steuerrecht, Betriebsprüfung - Summarische Risikoprüfung (SRP), 2. Auflage Dez. 2021.
- Liekenbrock, Bernhard / Wähnert, Andreas: Digitale Betriebsprüfung – Effiziente Vorbereitung und planvolle Begleitung, 1. Auflage Düsseldorf 2021, IDW-Verlag, ISBN 978-3-8021-2520-1.
- Rau, Simon: Statistisch-mathematische Methoden der steuerlichen Betriebsprüfung und die Strukturanalyse als ergänzende Alternative, 1. Auflage Lohmar – Köln, Verlag: Josef Eul, ISBN 978-3-8441-0142-3.
- Sell, Jana: Quantitative Verprobungsmethoden in der Betriebsprüfung – Evaluation mathematisch-statistischer Verfahren und ihrer Verwertbarkeit in der Rechtsprechung, Dissertation, Hamburg 2021, Verlag: Dr. Kovač, ISBN 978-3-339-12240-7.